# 모리시게 히사야

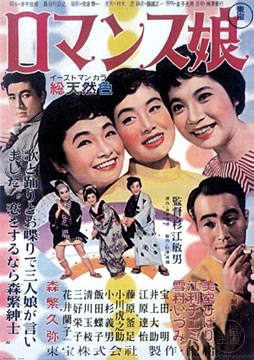
포스터 (오른쪽 아래가 모리시게, 참고로 윗줄 오른쪽에서 두 번째가 미소라 히바리)

모리시게 히사야(일본어: 森繁 久彌, 1913년 5월 4일 ~ 2009년 11월 10일)는 일본의 영화 배우이자 연극계의 거장이다.

## 이력
오사카부 히라카타시 출신으로 와세다 대학 상학부에 재학 중 연극 활동을 시작, 중퇴 후에 배우의 길로 접어들었다. 제2차 세계 대전 당시인 1939년 NHK 아나운서가 되어 구(舊) 만주의 방송국에서 근무하기도 했으며 전쟁이 끝난 뒤 영화계에 진출했다. 1945년 종전으로 한 때 소련군에 의해 연행됐으나 1946년에 귀국했다. 일본영화배우협회, 일본희극인협회 회장, 일본배우연합회 명예 회장 등을 역임했다. 《사장》, 《역전》 등의 영화와 장기 공연작으로 유명한 《지붕 위의 바이올린 연주(屋根の上のバイオリン弾き)》 등으로 한국에도 알려져 있다. 직접 작사, 작곡한 노래인 《지상여정(知床旅情)》을 크게 히트시키기도 했으며, 2002년 휴양 차 들렀던 오키나와에서 심근경색으로 쓰러져 한 때 위독한 상태였다. 그 후 일에 복귀했지만 2004년에 《무코다 구니코의 연문(向田邦子の恋文)》에 출연하는 것을 마지막으로 활동을 중단했다. 2006년에는 그의 맹우이자 연출가였던 구제 데루히코의 장례식 이후로는 모습을 드러내지 않았고, 2007년에 "자신의 마지막 작품"이라고 밝힌 낭독 DVD 《시모요다누키(霜夜狸)》를 발매했다.
2009년 8월 경, 감기 등의 몸살로 인해 병원에 입원하면서 한때 회복하기는 했지만 증상이 나아지지 않으면서 건강 상태에 대한 신중을 기하는 등 결국 퇴원하지 않고 병원에서 몸 상태를 진찰하는 조치가 취해지기도 했다. 그 후 9월 15일에는 자신이 거주하고 있는 도쿄 도 세타가야구에서 열린《제11회 세타가야 필름 페스티벌》의 행사 내용 중「명배우·모리시게 히사야전」에 축하 메시지를 보내 병원에 입원한 것과 관련해서는 "여러분들에게 걱정을 끼쳐드렸습니다만, 나 자신은 온화하게 가을을 맞이하고 있습니다"라고 말했다.
2009년 11월 10일 오전 8시 16분 경에 도쿄 도내의 한 병원에서 노환으로 사망(향년 96세) 했으며, 이후 12월 8일에는 대중 문화의 발전과 예능 발전에 힘쓰면서 다수의 많은 인재들을 키운 공로를 인정받아 일본 정부가 수여하는 국민영예상 수상자로 선정되기도 했다. 국민영예상 수상자 중 배우로서의 수상은 하세가와 가즈오, 아쓰미 기요시, 모리 미쓰코에 이은 4번째이며, 시상식은 12월 22일에 거행되었다.

## 일화
- 무대와 드라마에서 함께 했던 공연자들과의 친분과 결속이 단단해 모리시게 패밀리를 형성하기도 했다.
- 제2차 세계 대전 패전 이후 전환기를 맞은 일본에서 영화와 연극을 활성화하는 데 큰 역할을 했고, 이런 공로로 1991년에는 대중 문화 분야 인사 가운데 최초로 문화 훈장을 받았다.